# Kafka (película)
Kafka es la segunda película del director estadounidense Steven Soderbergh, protagonizada por Jeremy Irons. Y aunque el nombre lo diga no se trata de la biografía del escritor checo de origen judío Franz Kafka sino de una película de ficción, si bien toma algunos elementos biográficos y pasajes de sus novelas El castillo y El proceso.

## Argumento
Kafka (Jeremy Irons) trabaja como empleado en una compañía de seguros. Sus ratos libres los dedica a desarrollar sus cualidades como escritor. Un día su amigo y compañero de empresa Edouard Raban aparece muerto, aparentemente ahogado. Empezará a sospechar que algo extraño sucede cuando entra en contacto con un grupo de anarquistas.
- Datos: Q1721087